# Holoparamecus azoricus
Holoparamecus azoricus là một loài bọ cánh cứng trong họ Endomychidae. Loài này được Mequignon miêu tả khoa học năm 1942.